# نبرد لیژ
نبرد لیژ (انگلیسی: Battle of Liège) این نبرد، آغاز تهاجم آلمان به بلژیک و اولین نبرد جنگ جهانی اول بود. شهر لیژ توسط حلقه‌ای از قلعه‌های مدرن محافظت می‌شد، یکی از چندین شهر مستحکم برای به تأخیر انداختن تهاجم تا به نیروهای قدرت‌هایی که بی‌طرفی بلژیک را تضمین کرده بودند، اجازه دهد تا به ارتش بلژیک در اخراج مهاجمان کمک کنند.
ارتش اول آلمان در اواخر ۵ اوت ۱۹۱۴ رسید و در ۷ اوت، زمانی که اریش لودندورف وارد شد و پادگان را متقاعد به تسلیم کرد، شهر را تصرف نمود. قلعه‌های اطراف به نبرد ادامه دادند و چندین حمله پیاده‌نظام آلمان با شکست‌های پرهزینه‌ای مواجه شد. توپ‌های محاصره‌ای فوق سنگین از راه رسیدند و قلعه‌ها را یکی پس از دیگری نابود کردند. آخرین قلعه در ۱۶ اوت تسلیم شد.
محاصره لیژ ممکن است حمله آلمان به فرانسه را چهار تا پنج روز به تأخیر انداخته باشد. راه‌آهن دره رودخانه موز که ارتش آلمان در شرق بلژیک به آن نیاز داشت، در طول محاصره بسته بود و نیروهای آلمانی تا ۲۰ آگوست با قدرت در مقابل شهر نامور در محل تلاقی رودخانه‌های سامبر و میوز ظاهر نشدند. با تجربه‌ای که در لیژ به دست آمده بود، ارتش دوم آلمان محاصره نامور را در دو روز تکمیل کرد.